# Kleiweg (Gouda)

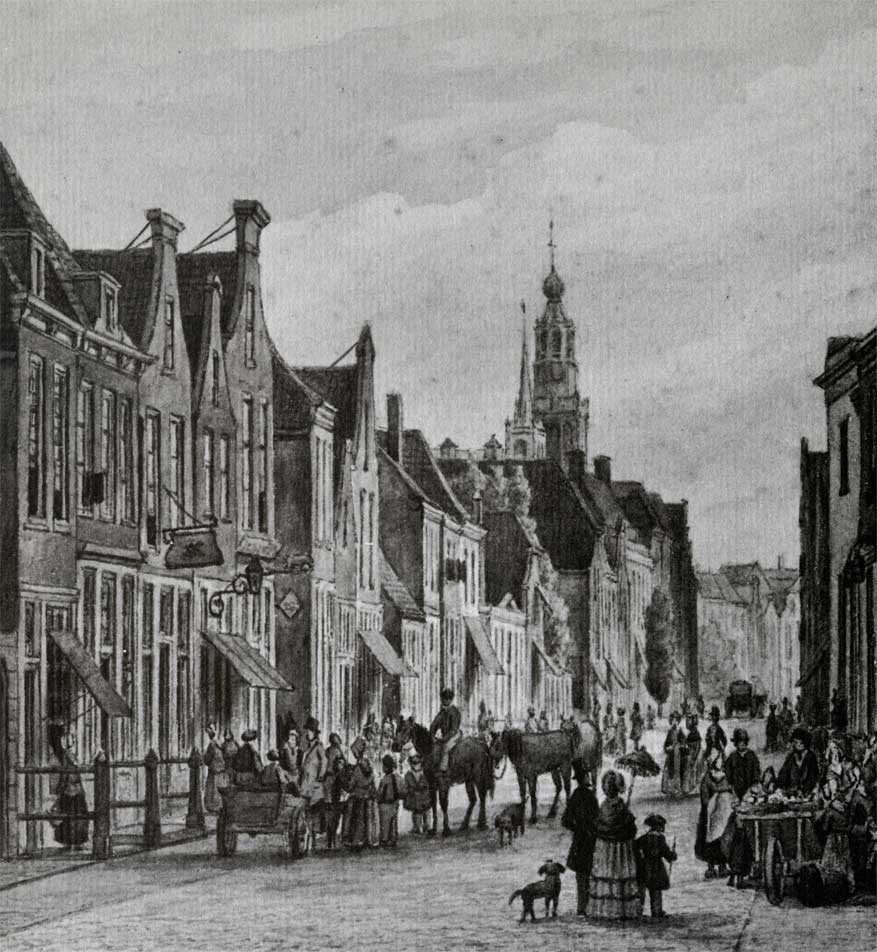
De Kleiweg te Gouda (ca. 1850) door Dirk Johannes van Vreumingen

De Kleiweg is een hoofd- en winkelstraat in de binnenstad van de  Nederlandse stad Gouda.
De Kleiweg is een van de oudste straten van Gouda en aangelegd op de kleistrook (vandaar de naam Kleiweg) langs de vroegere oostelijke oever van de Gouwe. Nu loopt de Kleiweg van de Hoogstraat tot de Kleiwegbrug, maar vroeger liep de weg door en vormde toen de verbindingsweg door Bloemendaal met onder meer Waddinxveen en Boskoop. Deze weg door Bloemendaal werd ook wel de Bloemendaalse Kleiweg genoemd (de huidige Bloemendaalseweg).
In vroeger tijden telde de Kleiweg diverse zijsteegjes (sloppen, die bewoond waren), onder andere de Molensteeg, het Magdalenapoortje, het Haagsche Poortje, de Boslandersteeg en de Wintersteeg. Tegenwoordig is de Kleiweg de belangrijkste winkelstraat in de binnenstad van Gouda.

## Markante bouwwerken

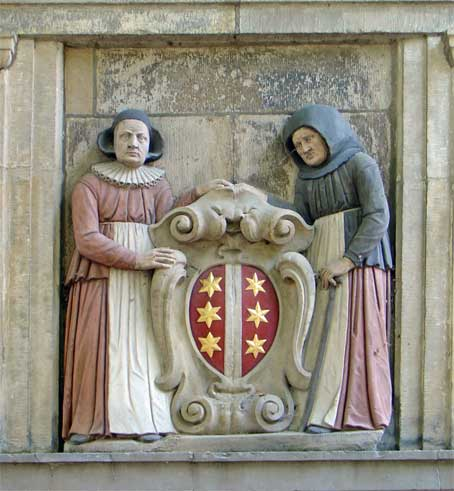
Gevelsteen van het voormalige Sint-Elisabeth gasthuis

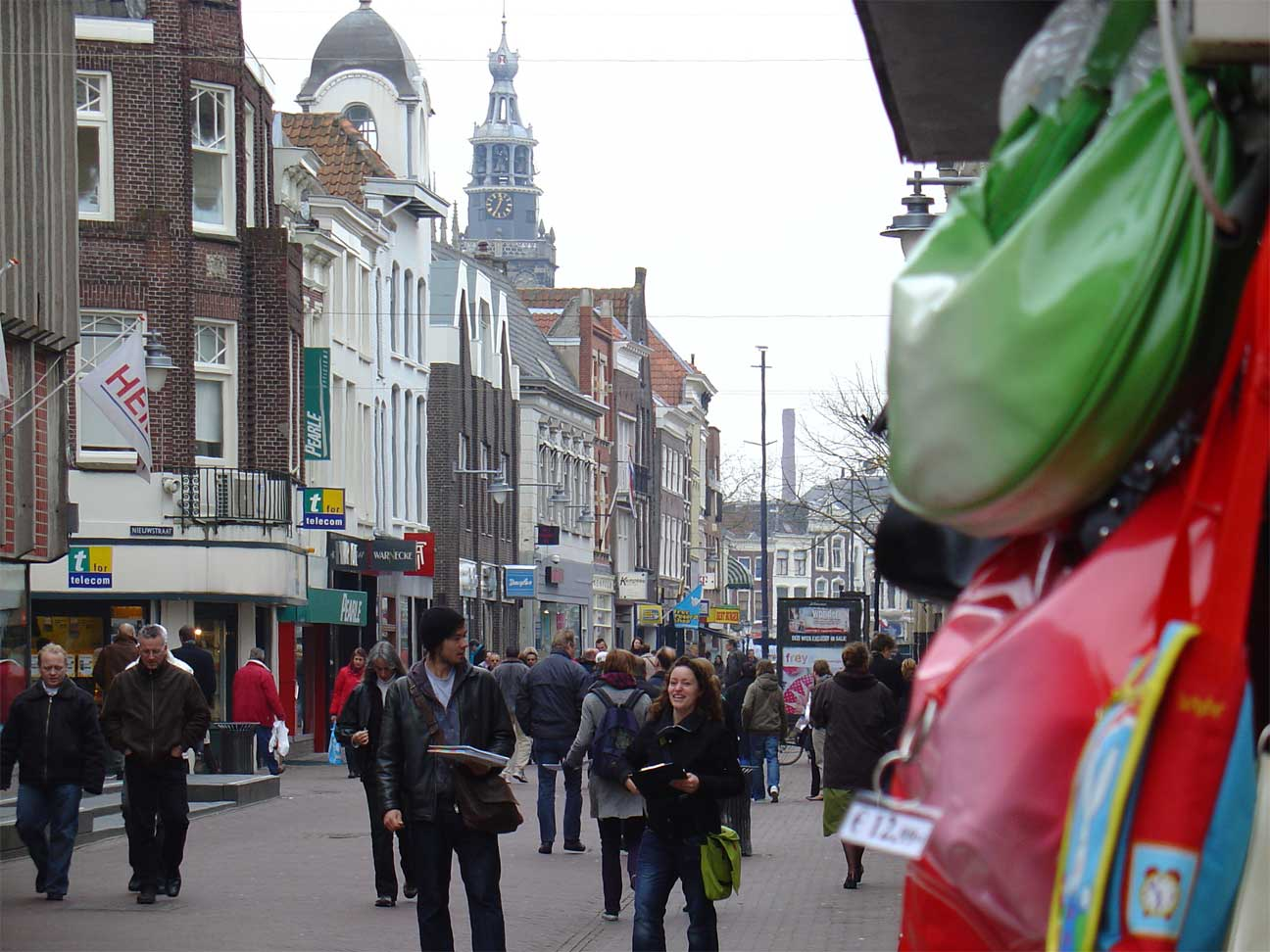
De Kleiweg te Gouda anno 2008

- Op de plaats van de huidige Hema-vestiging heeft tot 1938 het Sint-Elisabeth Gasthuis gestaan. In 1577 kreeg het gasthuis, dat daarvoor aan de Spieringstraat was gevestigd, een onderkomen in de gebouwen van het voormalige Magdalenaklooster aan de Kleiweg. Het Sint-Elisabeth Gasthuis fungeerde als 'oudevrouwenhuis' en heeft dat meer dan 350 jaar gedaan totdat het in 1938 door de bouw van het rusthuis 'Juliana' overbodig werd en werd afgebroken. De gevelsteen van het Sint-Elisabeth gasthuis is tegenwoordig te vinden in de tuin van het museum het Catharina Gasthuis.
- Op de hoek van de Kleiweg en het Regentesseplantsoen heeft tot 1863 de korenmolen 'de Noord' gestaan. Op deze plek werd later de bioscoop "Thalia' gevestigd, die inmiddels ook alweer is verdwenen.
- Halverwege de oostzijde van de Kleiweg stond tot 1964 de in 1877/1879 door de architect A.C. Bleijs gebouwde rooms-katholieke kerk Onze Lieve Vrouwe Hemelvaart. Na de afbraak van deze kerk werden er diverse winkelpanden van landelijke ketens gevestigd.

Straten en pleinen: Achter de Kerk · Achter de Vismarkt · Hoge Gouwe · Kleiweg · Lage Gouwe · Markt · Naaierstraat · Oosthaven · Spieringstraat · Tiendeweg · Turfmarkt · Westhaven

Sluizen: Donkere sluis · Hanepraaisluis · Havensluis · Ir. De Kock van Leeuwensluis · Julianasluis · Mallegatsluis · Moordrechtse Verlaat · Waaiersluis

Grachten en singels: Gouwe · Haven · Karnemelksloot · Turfmarkt · Turfsingel